# 渡辺氏
渡辺氏（渡邊氏/渡邉氏、わたなべし/わたべし）
1. 摂津国渡辺よりおこった嵯峨源氏流。本項で扱う。
2. 摂津国の藤原北家秀郷流の荒木氏族。
3. 播磨国の赤松氏族。
4. 河内国の楠木氏族。
5. 山城国の賀茂氏族。
6. 伊予国の藤原北家九条流の土佐一条氏族。

渡辺氏（渡邊氏/渡邉氏、わたなべし/わたべし）は、日本の姓氏、氏族、苗字、大姓。
1. 同音異姓に渡部（わたなべ/わたのべ/わたぶ）、亘鍋、綿鍋、綿奈部、綿辺、渡那部、渡邁、渡鍋（わたしなべ）、綿部がある。
2. 異音同姓に「ワタノベ」（渡野辺、渡延、渡野邊）･「ワタリ」（渡利、渡里、亘理、渡、亘、渉、弥、和多利、済、日理、和田利）・「ワタリダ」（渡田）がある。

## 嵯峨源氏源融流
嵯峨源氏の渡辺氏は、嵯峨天皇の皇子である左大臣・源融（みなもと の とおる）を遠祖とする。融の孫・源仕（みなもと の つこう）の頃に武蔵守となって武蔵国足立郡箕田（現在の埼玉県鴻巣市北部）に赴任した。仕は同地に土着し、地名の箕田（みた）を苗字として武家（軍事貴族）となった。箕田仕の子が箕田宛（箕田源次充）。
その一方、元々は渡辺氏（渡辺党）自体が源綱の登場以前から天満にあった坐摩神社の守護集団であり、またその源流は大阪に土着していた朝鮮からの渡来人集団の子孫・ツゲ（都下あるいは闘鶏）氏であるとも言われる

## 摂津国渡辺氏と摂津源氏
源宛（箕田充）の子・源綱（みなもと の つな）は、出生したときは父が他界したために、摂津国川辺郡多田（現在の兵庫県川西市）で清和源氏の祖となった源満仲の娘婿である仁明源氏の源敦の猶子となり、母方の里である摂津国西成郡渡辺（現在の大阪府大阪市中央区）に居住し、渡辺綱（わたなべ の つな。渡辺源次綱。「源次」は綱の父以来、嫡子の通称）と称し、渡辺氏の祖となる。渡辺綱（源綱）は猶父・源敦の室の兄で、上記の満仲の長男である摂津源氏の源頼光の郎党となり、「頼光四天王」の筆頭とされる。

### 大江御厨惣官と滝口武者
渡辺綱の曾孫にあたる伝は、武家（軍事貴族）として、白河院より皇室領である大江御厨惣官に任じられて（渡辺惣官職）、京都では内裏で天皇の警護（後世の近衛部隊に相応する）に就く滝口武者を世襲し、他にも衛門府、兵衛府など中央の官職を有していた。渡辺伝の子孫には三つの流（満・重・房）が存在したことが知られており、中央の官職に就けなかった庶流が摂津源氏の郎党を構成していたとみられている（伝の嫡流であった満流は院権力と直接関係を強めていったため、摂津源氏との直接的な結びつきは希薄であった）。
満の弟の重、房の系統は、従来通り摂津国渡辺津に拠る源頼光の後裔の源頼政の郎党として、保元の乱において、多くの渡辺氏一族が参陣しており、頼政・仲綱父子の反平家蜂起の宇治川合戦において平家の平知盛が率いる大軍と戦って、省（連）、学・授・与（與）・広兄弟（省の子）、唱、競、馴（競の子）、加（伝の弟の至の孫、双の子）、注・仕・向・任・儲・抑兄弟（加の子）と於・契（双の甥）、譬・騒・習兄弟（於の子）ら多くの渡辺氏一族が討死している。
満の弟の重と親の系統から鎌倉幕府の御家人から地方に赴任して、地頭職に就いた越後国の赤田氏、瓜生氏らが輩出した。

### 摂津国住吉と渡辺党
渡辺綱の後裔とされる摂津渡辺氏は、摂津国西成郡渡辺津（現在の大阪市中央区）という旧淀川河口辺の港湾地域を本拠地として一族が集住したために、「渡辺党」と呼ばれる武士団を形成し、瀬戸内海の水運に関与して瀬戸内海の水軍の棟梁的存在になると共に、摂津国住吉の浜（住之江の浜、大阪湾）で行われる天皇の清めの儀式（八十島祭）に従事すると共に、海上交通を通じて日本全国に散らばり、各地に渡辺氏の支族を残した。肥前国の松浦氏とその庶氏、松浦党をはじめ、松浦氏一族の山代氏に連なる筑後国の蒲池氏、毛利氏重臣の渡辺勝、豊臣氏家臣の渡辺糺らは子孫とされ、また大阪の坐摩神社の宮司家は渡辺契の、お初天神として有名な大阪曾根崎の露天神社の社家は渡辺薫の子孫である。
16世紀末に豊臣秀吉が大坂城を築城する際、秀吉は土着の渡辺党の存在を嫌い、坐摩神社および渡辺党に退去を命じた。坐摩神社は現在地の船場（Osaka Metro本町駅の南）に移転し、渡辺党も嫡流は大和国へ転封となり、一族の多くは大阪船場などに移転した。さらにその一部は被差別民問題も絡みつつ大阪各地を転々とすることになる。

### 三河渡辺氏

#### 尾張家老家→華族の男爵家の宗家
三河渡辺氏は、嵯峨源氏渡辺綱の後裔を自称し、綱の孫・安（源次安、小源次安）の流れを汲むとした。系譜によれば足利将軍家に直臣として仕え、後に三河国に移住したとされる。三河の渡辺党は松平氏に代々仕えて功があったが、浄土真宗の門徒であったために三河一向一揆で松平家康（徳川家康）に反旗を翻し、一族の者が多く戦死した。
三河一向一揆に生き残った一族の渡辺半蔵守綱は、一揆鎮圧後も許されて家康に仕え、天正18年（1590年）、関東入国に際して武蔵比企郡に3千石を与えられた。慶長18年（1613年）、守綱は尾張徳川家に配属されて三河加茂郡寺部（愛知県豊田市）に1万4千石を領した。守綱の嫡男・渡辺半蔵重綱は尾張藩家老となり、子孫は1万331石余を領して尾張藩の重臣として続いた。
明治維新後、当初は士族に列する。明治17年（1884年）に華族が五爵制になった際に定められた『叙爵内規』の前の案である『爵位発行順序』所収の『華族令』案の内規（明治11年・12年ごろ作成）や『授爵規則』（明治12年以降16年ごろ作成）では旧万石以上陪臣家が華族の最下位の爵位である男爵に含まれており、渡辺家も男爵候補に挙げられているが、最終的な『叙爵内規』では旧万石以上陪臣は授爵対象外となったため、この時点では渡辺家も士族のままだった。
明治15年・16年ごろ作成と思われる『三条家文書』所収『旧藩壱万石以上家臣家産・職業・貧富取調書』は、当時の当主渡辺半蔵について、旧禄高1万331石余、所有財産は金禄公債1万3010円、秩禄公債325円、越業公債300円、百三十四国立銀行株券700株、地所20町4反1畝15歩、職業は農と記しており、貧富景況は空欄になっている。
半蔵は華族編列請願運動を行い、『授爵録』（明治三十一年）所収の明治31年2月10日付け宮内省当局側審査書類「華族班列ノ請願及詮議件伺」によれば、細川忠穀（細川内膳家）、伊達基寧（登米伊達家、この2年前に死去しているのでその息子の宗充の誤りと思われる）、浅野忠（三原浅野家）、種子島守時（種子島家）とともに華族に列するかの詮議が行われたが、半蔵については幕末期に幼少であったため功績はないとして却下されている。
また『授爵録』（明治三十一年）によれば、直後の明治30年2月15日付けで旧臣総代渡辺八之進、柴山銂一郎以下108名の連名による渡辺家華族編列請願書が宮内大臣土方久元に提出されている。渡辺家は嵯峨天皇の末裔という由緒ある家柄であり、幕末期の当主綱倫（半蔵の父）は御所の警衛に当たり天盃を賜ったとして旧主家の華族編列を求めたものだが、不許可となっている。
しかし『授爵録』（明治三十三ノ一年）所収の明治33年5月5日付立案書類によれば、渡辺家は小諸侯に劣らぬ門地であり、華族の体面を維持できる財産も所持していると認められ、同年5月9日に半蔵に華族の男爵位が与えられた。これまでは、渡辺家には勲功と認められるような業績はないので請願は退けられてきたが、この時には旧万石以上陪臣家は、勲功の有無と関係なく、華族の体面を維持できる財産さえ持っていれば、男爵に叙されるようになったため、渡辺家も男爵になることができたのである。
半蔵の次男で男爵位を継承した修二は東京各地方裁判所の判事を経て、貴族院の男爵議員に当選して務めた（公正会所属）。また実業家や弁護士としても活動した。
彼の代の昭和前期に渡辺男爵家の住居は東京市目黒区下目黒にあった。

#### 伯太藩主家→華族の子爵家の分家
一方、重綱の次男忠綱は、武蔵比企郡3000石を与えられて旗本となったが、忠綱は20歳で死去したので、寛永元年（1624年）に弟（重綱の五男）の吉綱に同地が与えられた。同年に新田加増で都合3520石。吉綱は寛文元年（1661年）に大坂定番に任ぜられ、和泉国・河内国に1万石を加増されて都合1万3520石の大名に列す。
武蔵比企郡野本（埼玉県東松山市）を居所としていたが（野本藩）、基綱の代の元禄11年（1698年）、武蔵国の所領が近江国に移されたのを機に、和泉大鳥郡大庭寺（大阪府堺市南区）に居所を移した（大庭寺藩）。基綱は元禄14年（1701年）に大坂定番に任ぜられ、享保12年（1727年）には和泉和泉郡伯太（大阪府和泉市）に居所を移し、伯太藩1万3520石の藩主となった。以降廃藩置県まで同地に在封。
最後の伯太藩主章綱は、明治2年（1869年）6月の版籍奉還で伯太藩知事に転じ、明治4年（1871年）7月の廃藩置県まで同藩知事を務めた。明治2年（1869年）6月17日の行政官達で公家と大名家が統合されて華族制度が誕生すると渡辺家も大名家として華族に列した。明治17年（1884年）7月7日の華族令の施行で華族が五爵制になると、同月8日に旧小藩知事として子爵に列せられた。
3代子爵渡辺英綱の代の昭和前期に渡辺子爵家の住居は東京市淀橋区上落合にあった。

#### その他の分家
守綱の二男・渡辺図書助宗綱を祖として幕末には田安徳川家および一橋徳川家の家老を務めた大身旗本渡辺図書家、田安家家老を務めた渡辺能登守輝綱の子で六千石の旗本・中根宮内正一の養継子となり文久3年(1863年) に長州中関沖で殺害された中根市之丞正聖、江戸時代初期に江戸南町奉行および大目付を務めた渡辺大隅守綱貞、明治維新の尾張徳川家のお家騒動として知られる青松葉事件で尾張藩内佐幕派の領袖として処刑された尾張藩家老・渡辺新左衛門在綱、渡辺新左衛門家と同じく代々尾張藩の要職を務めた渡辺半九郎（源五左衛門）家、さらに渡辺新左衛門の分家で紀伊和歌山徳川家の家老を務めた渡辺若狭守家とその分家で同じく代々紀伊和歌山徳川家の家老を務めたの渡辺主水家も、三河渡辺氏である。

### 山田渡辺氏
渡辺綱の後裔とされる渡辺元は、織田信長が将軍・足利義昭を京都から追放したのち、毛利輝元の後ろ盾の下置いた鞆幕府で義昭に近侍し、また渡辺一族の群を抜いた活躍に義昭が感動したことで白傘袋と毛氈鞍覆の使用を許された。白傘袋と毛氈鞍覆とは室町時代守護大名家に許された印であり、山田渡辺氏はこれにより守護大名家と同格扱いになった。
関ヶ原の戦いでは山田渡辺氏は毛利家に従い西軍につくも敗北、徳川家康から一乗山城退去を命じられる。その後は新たに入封してきた福山藩主の水野家に仕えた。なお、水野家の時代は側室を出すなどそれなりの家格を保っていたようであるが、幕府領時代・阿部家時代と、時が下るに連れてそうしたこともなくなっていったようである。

### 寒河江氏譜代の出羽渡辺氏
渡辺綱の後裔を称して、大江広元に仕えた。広元が出羽国村山郡寒河江荘を得ると、下向して執事を務めたという。承久3年（1221年）承久の乱で敗れた大江親広が寒河江荘に隠棲した後も寒河江大江氏に仕え譜代の臣として活動するが、天正12年（1584年）に寒河江氏が最上氏に敗れると帰農したという。
|  |  | 渡辺綱 | 渡辺綱 | 渡辺綱 | 渡辺綱 | 渡辺綱 | 渡辺綱 |  |  | 筒井久 | 筒井久 | 筒井久 | 筒井久 | 筒井久 | 筒井久 |  |  | 安 | 安 | 安 | 安 | 安 | 安 |  |  | 伝 | 伝 | 伝 | 伝 | 伝 | 伝 |  |  | 教 | 教 | 教 | 教 | 教 | 教 |  |  | 省（督） | 省（督） | 省（督） | 省（督） | 省（督） | 省（督） |  |  | 与（與） | 与（與） | 与（與） | 与（與） | 与（與） | 与（與） |  |  | 勝憲 | 勝憲 | 勝憲 | 勝憲 | 勝憲 | 勝憲 |  |  | 勝義 | 勝義 | 勝義 | 勝義 | 勝義 | 勝義 |  |  | 顕義 | 顕義 | 顕義 | 顕義 | 顕義 | 顕義 |  |  | 義維 | 義維 | 義維 | 義維 | 義維 | 義維 |  |  | 義継 | 義継 | 義継 | 義継 | 義継 | 義継 |  |  | 顕胤 | 顕胤 | 顕胤 | 顕胤 | 顕胤 | 顕胤 |  |  | 頼顕 | 頼顕 | 頼顕 | 頼顕 | 頼顕 | 頼顕 |  |  | 顕信 | 顕信 | 顕信 | 顕信 | 顕信 | 顕信 |  |  | 顕広 | 顕広 | 顕広 | 顕広 | 顕広 | 顕広 |
|  |  | 渡辺綱 | 渡辺綱 | 渡辺綱 | 渡辺綱 | 渡辺綱 | 渡辺綱 |  |  | 筒井久 | 筒井久 | 筒井久 | 筒井久 | 筒井久 | 筒井久 |  |  | 安 | 安 | 安 | 安 | 安 | 安 |  |  | 伝 | 伝 | 伝 | 伝 | 伝 | 伝 |  |  | 教 | 教 | 教 | 教 | 教 | 教 |  |  | 省（督） | 省（督） | 省（督） | 省（督） | 省（督） | 省（督） |  |  | 与（與） | 与（與） | 与（與） | 与（與） | 与（與） | 与（與） |  |  | 勝憲 | 勝憲 | 勝憲 | 勝憲 | 勝憲 | 勝憲 |  |  | 勝義 | 勝義 | 勝義 | 勝義 | 勝義 | 勝義 |  |  | 顕義 | 顕義 | 顕義 | 顕義 | 顕義 | 顕義 |  |  | 義維 | 義維 | 義維 | 義維 | 義維 | 義維 |  |  | 義継 | 義継 | 義継 | 義継 | 義継 | 義継 |  |  | 顕胤 | 顕胤 | 顕胤 | 顕胤 | 顕胤 | 顕胤 |  |  | 頼顕 | 頼顕 | 頼顕 | 頼顕 | 頼顕 | 頼顕 |  |  | 顕信 | 顕信 | 顕信 | 顕信 | 顕信 | 顕信 |  |  | 顕広 | 顕広 | 顕広 | 顕広 | 顕広 | 顕広 |